# 코미야 카즈에
코미야 카즈에(일본어: 小宮 和枝 こみや かずえ[*], 1958년 11월 9일 ~ )는 일본의 여성 성우 겸 배우. 도쿄도 출신. 떼아뜨르 에코 소속.